# Ausangate
Ausangate je hora v peruánských Andách, konkrétně v horské oblasti Cordillera Vilcanota. Nachází se
přibližně 100 km jihovýchodně od města Cuzco. Vrchol dosahuje výšky 6384 m n. m. Šestidenní trek okolo Ausangate překonává čtyři horská sedla v nadmořské výšce přibližně 4800 až 5200 m.
Ausangate místní Indiáni považují za posvátnou horu. Už v době před Inckou říší se na ní vypravovali poutníci, aby uctívali bohy a nabízeli jim obětiny a tato tradice u mnohých obyvatel přetrvala i v současnosti.